# 武山湖
武山湖是一个位于中国湖北省武穴市的湖泊，面积约为16.7平方千米，平均水深约为2米，蓄水量约为1190万立方米。